# 綦江北站
綦江北站是位于重庆市綦江区文龙街道的一个铁路车站，邮政编码401420。车站建于1947年，随原綦江铁路一起启用，当时名为“兴隆站”:336。现有川黔铁路经过该站，距离重庆站88公里。车站隶属成都铁路局重庆车务段，客运业务于2010年停办，现仅办理货运业务，是四等站。